# Cliffe Vale
Cliffe Vale – dzielnica w Anglii, w hrabstwie ceremonialnym Staffordshire, w dystrykcie (unitary authority) Stoke-on-Trent. Leży 23 km na północ od miasta Stafford i 215 km na północny zachód od Londynu. Miejscowość liczy 400 mieszkańców.